# 馬雷斯科嶺
63°32′S 58°32′W / 63.533°S 58.533°W
馬雷斯科嶺是南極洲的山嶺，位於葛拉漢地，處於特里尼蒂半島，最高點是海拔高度1,185米的克勞恩峰，該山嶺由南極條約體系管理。